# Hebmüller

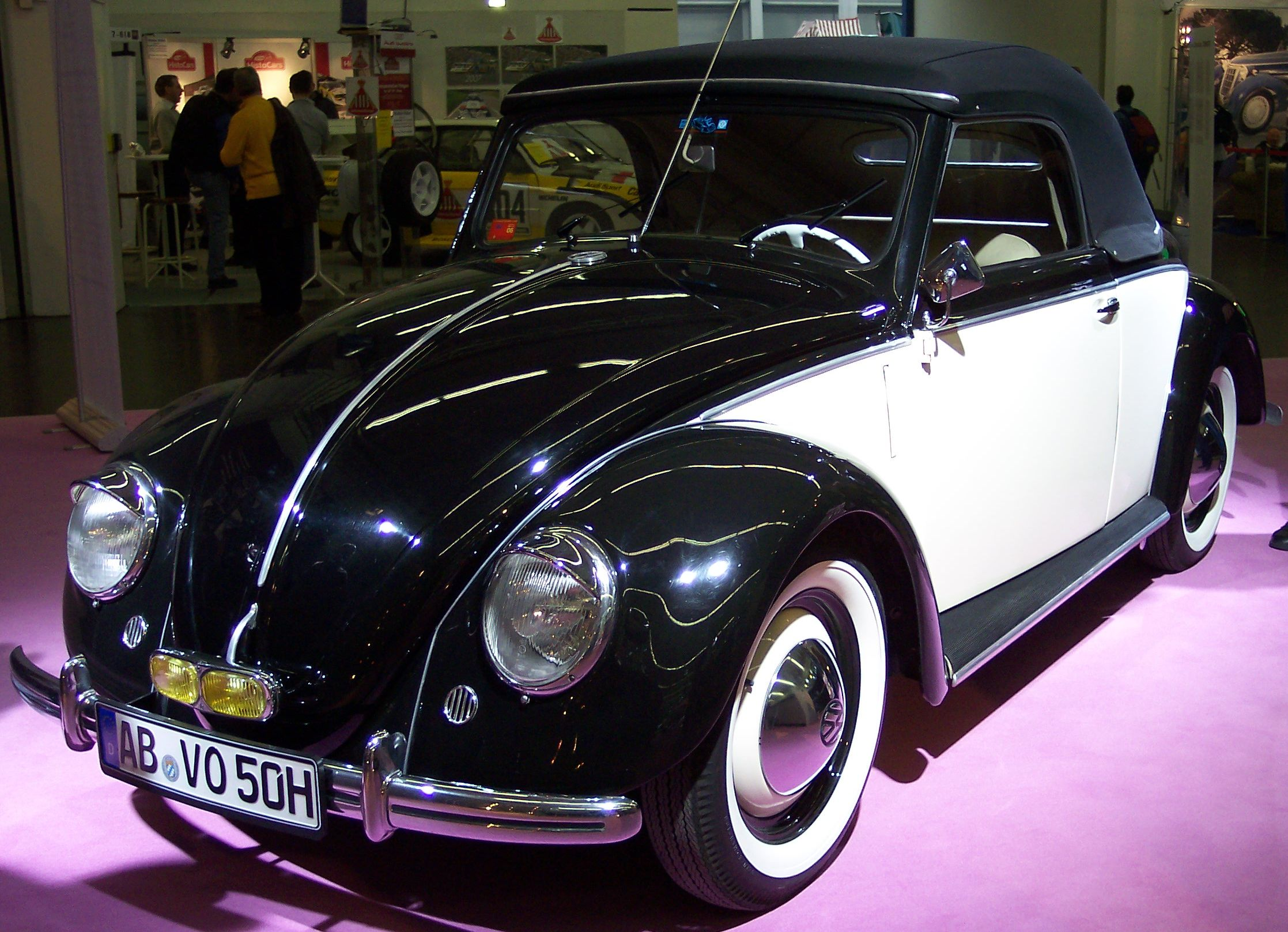
Volkswagen Typ 1 Hebmüller Cabriolet.

Karosserie Hebmüller var en tysk karossmakare med verksamhet i Wuppertal.
Företaget startades 1889 av Joseph Hebmüller och tillverkade ursprungligen hästvagnar.  Efter första världskriget började Hebmüllers söner, som övertagit företaget, bygga bilkarosser. 
1948 vann Hebmüller ett kontrakt med Volkswagenwerk om 2 000 tvåsitsiga cabrioletkarosser till Volkswagen Typ 1. Samtidigt fick konkurrenten Karmann bygga den fyrsitsiga cabrioleten. Hebmüller byggde bara 696 karosser, bland annat sedan fabriken drabbats av en förödande brand i juli 1949. Hebmüllers ekonomi var i gungning redan före branden och företaget gick slutligen i konkurs 1952.